# معركة الأقحوانة
معركة الأُقحوانة هي معركة دارت في 12 من شهر آذار عام 1029 ميلادي بين جيش الموحّدين بقيادة أنوشتكين الدّزبريّ والأمير رافع بن أبي اللّيل الكلبيّ، وجيش المرتدّين بقيادة صالح بن مرداس وحلفائه. تأتي هذه المعركة في سياق الصراعات بين القوى المحلية في بلاد الشام، والتي كانت تسعى لتحقيق النفوذ والسيطرة على الأراضي الاستراتيجية في المنطقة. أسفرت عن انتصار جيش الموحّدين، مما أدى إلى تعزيز سيطرة الفاطميين على جنوب بلاد الشام وسطها، وتحقيق الاستقرار لبعض الوقت في تلك الفترة المضطربة.

## التسمية
سميت هذه المعركة باسم معركة الأقحوانة لأنها دارت في  موقع سهول على  الطريق الأردنّي و السّوريّ والفلسطيني (اسمها الشّونة الشّماليّة حالياً)، بجوار حطّين، تطلّ على بحيرة طبريّا وعلى بيسان وكوكب الهوا، وأصل تسميتها، "الأُقحوانة"، هو كثرة انتشار زهرة الأُقحوان في ربوعها.

## الأحداث
جاء التّوقيع أنوشتكينَ الدّزبريّ بولاية عامّة فلسطين، في شهر محرّم عام 414 هـ./ 1024 م.، ولم يرُضي هذا الأمر أمراءَ العرب الّذين كانوا طامعين في إقامة مُلك لهم على أرض فلسطين، فتحالف ثلاثةٌ من الأمراء واتّفقوا على الإطاحة بالدّزبريّ وتطهير بلاد الشّآم من النّفوذ التّركيّ وسلخها عن الفاطميّين
والمتحالفون الثلاث هم :
١ “عُدّة الدّولة” (لقب) حسّان بن المفرج الطّائيّ، ملك بيت جبرين.
٢ “أسد الدّولة” (لقب) صالح بن مرداس الكلابيّ، شيخ بادية الفرات.
٣ “صمصام الدّولة” (لقب) أبو راشد سنان بن عليّان بن البنا الكلبيّ، أحد أمراء دمشق.
اتّفقوا على مداهمة الرّملة، وهي عاصمة فلسطين وقاعدة مملكة أنوشتكين آنذاك، في يوم واحد. فسار حسّان إلى الرّملة فحاصرها وبها أنوشتكين. فسار عنها إلى عسقلان، واستولى عليها حسّان ونهبها وقتل أهلها وذلك سنة 414 ه./ 1024 م. أيّام الظّاهر لإعزاز دين الله خليفة مصر.

## النتائج
كان النصر لجيش الموحدين الذي كان بقيادة أنوشتكين. وأدّت المعركة إلى انحسار نفوذ القبائل العربيّة وإعادة الفاطميّين سيطرتَهم على جنوب البلاد الشّآم ووسطها، وجعلت مُلك الشّام وحُكمها في يد أنوشتكين الّذي تلقَّب بُعيد الأُقحوانة بـِ-"الملك المُظفَّر".